# 大学設置基準の大綱化
大学設置基準の大綱化（だいがくせっちきじゅんのたいこうか）とは、日本で1991年（平成3年）におこなわれた大学設置基準等の改正を指す。これにより文部省の大学に対する規制が緩和された。

## 概要
文部省が大学の設置を認可する際の基準である大学設置基準では、大綱化以前は、「学部の種類は、文学、法学、経済学、商学、理学、医学、歯学、工学及び農学の各学部、その他学部として適当な規模内容があるとみとめられるものとする」と規定され、旧制大学の学部名称が基本とされていたほか、カリキュラムについても、一般教育科目、外国語科目、保健体育科目及び専門教育科目の区別を定め、それぞれについて、卒業に必要な単位数（一般教育科目36単位、外国語科目8単位、保健体育科目4単位、専門教育科目76単位の、計124単位。）を定めていた。
また、学士の名称については、学部名に応じて、文学士、理学士等29種類が定められており、それ以外の専攻の名称を名乗ることは認められていなかった。
しかし、大学進学率が向上し、高等教育の規模が拡大する中で、旧制大学を規範とする大学制度では、多様な社会のニーズに対応できなくなったことから、1984年（昭和59年）に設置された臨時教育審議会は、1986年（昭和61年）の第二次答申で、高等教育の個性化・多様化等を求める答申を出した。この後設置された大学審議会の答申を受けて、1989年（平成元年）の大学院設置基準の改正、1991年（平成3年）の学校教育法等の改正、同年の大学設置基準・学位規則の改正等が行われた。このうち、1991年の大学設置基準の改正により、大学に対する規制は大幅に緩和されることとなった。
大学設置基準の改正により、まず学部名称については、「学部は、専攻により教育研究の必要に応じ組織されるもの」とし、例示を廃止した。また、カリキュラムについても、一般教育科目、外国語科目、保健体育科目及び専門教育科目の区別を廃止し、卒業に必要な単位数は124単位で変わらないものの、科目区分と単位数の設定は、カリキュラムにより、各大学が自由に設定できるようになった。さらに、学士の名称が「学位」の一種に位置付けられる（学校教育法及び学位規則の改正による）とともに、名称も「○○学士」の表記から、「学士（○○学）」の表記に変更し、「○○学」の表記もカリキュラムにより大学が自由に設定できることとされた。
この結果、これ以降、国公私立大学を問わず、各大学で改革が行われることとなり、情報・環境・国際・地域・総合・政策等のキーワードを組み合わせた様々な名称の学際的な学部が新設、又は既存学部の改組により設置されることとなった。学部名称は、1979年の69種類から、現在では500種類以上に増加することとなった。これに伴い学位の名称も多様化し、700種類以上に増加した。
また、教育科目の区分の廃止に伴い、多くの大学で一般教育科目の削減が行われることとなり、一般教育科目・外国語科目・保健体育科目の教育を担当する教員が所属する「教養部」は改組されることとなった。結果として、新制大学設置の際、旧制大学に統合された旧制高等学校・旧制大学予科に由来する存在であった「教養部」は、国立大学においては東京医科歯科大学以外の全てが廃止された。
この他、授業評価や自己評価システムの導入なども含め、これ以降、日本の大学は大きな変革期に入ったが、これらの変化のきっかけについては「大綱化以降」と称される。